# Jun’ya Nodake
Jun’ya Nodake (japanisch 野嶽 惇也 Nodake Jun'ya; * 11. September 1994 in Kagoshima) ist ein japanischer Fußballspieler.

## Karriere
Nodake erlernte das Fußballspielen in der Schulmannschaft der Kamimura Gakuen High School und der Universitätsmannschaft der Fukuoka-Universität. Seinen ersten Vertrag unterschrieb er 2017 bei Kagoshima United FC. Der Verein spielte in der dritthöchsten Liga des Landes, der J3 League. 2018 wurde er mit dem Verein Vizemeister der dritten Liga und stieg in die zweite Liga auf. Am Ende der Saison 2019 stieg der Verein wieder in die J3 League ab. Ende Juli 2021 wechselte er in die erste Liga. Hier unterschrieb er einen Vertrag bei Ōita Trinita. Am Saisonende 2021 belegte er mit Ōita den achtzehnten Tabellenplatz und musste in zweite Liga absteigen.